# سيجفريد هاينر
سيجفريد هاينر (بالسويدية: Sigfrid Heyner)‏ (20 يوليو 1909 – 9 نوفمبر 1995) هو سبّاح سويدي راحل، مثّل بلاده في الألعاب الأولمبية الصيفية 1932.

## روابط خارجية
سيجفريد هاينر على موقع الاتحاد الدولي للسباحة (الإنجليزية)
- سيجفريد هاينر على موقع أوليمبيديا (الإنجليزية)
- سيجفريد هاينر على موقع اللجنة الأولمبية السويدية (السويدية)